# Bloody Sunday (1972)
La strage del Bogside, popolarmente nota come Bloody Sunday ("Domenica di sangue" o "Domenica maledetta"), è avvenuta il 30 gennaio 1972 nel quartiere di Bogside a Derry, in Irlanda del Nord, durante una marcia di protesta organizzata dalla Northern Ireland Civil Rights Association (NICRA) contro la cosiddetta Operazione Demetrius, che aveva visto l'internamento senza processo di cittadini irlandesi sospettati di terrorismo.
I soldati del primo battaglione del Reggimento Paracadutisti dell'Esercito britannico, lo stesso implicato nel massacro di Ballymurphy avvenuto alcuni mesi prima, spararono contro una folla di manifestanti disarmati, colpendo 26 civili. La strage causò 14 vittime: 13 di loro morirono sul colpo, la quattordicesima invece quattro mesi più tardi a seguito delle gravi ferite riportate. Molte vittime furono raggiunte da colpi di arma da fuoco durante la fuga, altre durante le procedure di soccorso ai feriti. Alcuni manifestanti furono anche colpiti da schegge di proiettile, proiettili di gomma o colpi di manganello, mentre due di loro rimasero feriti in seguito all'investimento da parte di veicoli militari. Tutte le vittime e i feriti erano di religione cattolica.
Due inchieste distinte promosse dal Governo del Regno Unito si tennero a distanza di 25 anni una dall'altra. La prima, presieduta dal giudice Widgery, si svolse a ridosso dei fatti e assolse l'Esercito britannico. La decisione di sparare sulla folla fu descritta come «al limite dell'imprudenza» ma comunque accettabile, e le rivendicazioni dei soldati, che affermavano di aver sparato solo su manifestanti provvisti di armi da fuoco e bombe, furono pienamente accolte. L'inchiesta fu soggetta ad ampie critiche da parte dell'opinione pubblica, che la considerò come un chiaro tentativo di insabbiamento.
La seconda inchiesta, nota come Inchiesta Saville dal nome del giudice che la diresse, riaprì il caso nel 1998 per approfondirne le responsabilità. I risultati sono stati resi pubblici dopo dodici anni di indagini, nel 2010, e hanno completamente ribaltato la sentenza precedente considerando l'operato omicida dei militari britannici come «ingiustificato e ingiustificabile». Dall'inchiesta emerse che tutte le vittime erano disarmate, che nessun manifestante rappresentava una seria minaccia all'ordine pubblico, che nessuno aveva fatto uso di bombe e che i soldati avevano «volontariamente avanzato false accuse» al solo fine di giustificare l'impiego di armi da fuoco.
In risposta a quest'inchiesta, i militari hanno negato tanto di aver scientemente sparato alle vittime della strage, quanto di aver sparato deliberatamente ai feriti, neanche solo per sbaglio; nonostante ciò, alla pubblicazione degli esiti dell'inchiesta David Cameron, l'allora Primo ministro del Regno Unito, ha presentato a tutti i manifestanti coinvolti le scuse formali del Regno Unito. Conseguentemente ai risultati dell'inchiesta, anche la polizia ha avviato un'indagine che ha visto accusato di omicidio uno degli ex militari coinvolti; il caso è stato però archiviato due anni dopo per inammissibilità delle prove.
Bloody Sunday è considerato uno tra i più significativi eventi del conflitto nordirlandese: l'episodio rinfocolò il nazionalismo filoirlandese dei cattolici dell'Ulster spingendoli all'arruolamento in massa nel corpo clandestino paramilitare noto come Provisional Irish Republican Army e ha ispirato da allora numerose opere letterarie, musicali e cinematografiche di condanna alla violenza.

## Antefatti
A partire dalla fine degli anni Sessanta il clima politico dell'Irlanda del Nord era divenuto assai violento, a causa del conflitto che opponeva i sostenitori dell'appartenenza della provincia al Regno Unito ai fautori della riunificazione dell'Irlanda. I primi, detti unionists, nome in genere usato per indicare i protestanti della middle class, o loyalists, nome usato per indicare i protestanti della working class che diedero vita all'Ulster Volunteer Force (UVF) e all'Ulster Defence Association (UDA), erano protestanti o di nascita protestante, discendenti dei coloni britannici giunti in Irlanda a partire dal XVI secolo, e costituivano i due terzi della popolazione nordirlandese. I secondi, detti nationalists o republicans (secondo le differenze di classe presenti anche nella fazione protestante), erano cattolici o di nascita cattolica, discendenti degli antichi irlandesi, e rappresentavano il restante terzo della popolazione, ma anche la maggioranza dell'intera isola.
La città di Derry era in particolare considerata da molti cattolici e nazionalisti nordirlandesi il simbolo di "cinquant'anni di malgoverno unionista": nonostante la maggior parte della popolazione della città fosse nazionalista, il ridimensionamento dei collegi elettorali tramite gerrymandering assicurava sempre alla minoranza unionista la maggioranza nel consiglio comunale.
Allo stesso tempo si riteneva che la città non godesse di sufficienti investimenti pubblici: non era raggiunta dalle autostrade, non aveva un'università (al contrario della relativamente piccola città di Coleraine, a maggioranza protestante) e, soprattutto, il suo patrimonio immobiliare versava in cattive condizioni.
Derry divenne, quindi, un punto di riferimento per le campagne per i diritti civili condotte da alcune organizzazioni come la NICRA alla fine degli anni Sessanta e fu nell'agosto del 1969 l'epicentro della "battaglia di Bogside", l'avvenimento che più di ogni altro spinse il governo dell'Irlanda del Nord a chiedere l'invio di supporto militare per riportare la calma tra i civili.
Sebbene almeno inizialmente molti cattolici accolsero favorevolmente l'arrivo dei soldati dell'esercito britannico, in quanto si trattava di una forza neutrale, contrariamente al Royal Ulster Constabulary (RUC), che era considerata una forza di polizia settaria, le relazioni tra cattolici e soldati britannici si esacerbarono molto presto.
Per contrastare i crescenti livelli di violenza in Irlanda del Nord, il 9 agosto 1971 fu avviata la cosiddetta "Operazione Demetrius", che prevedeva l'internamento, ovvero l'arresto senza processo, di cittadini irlandesi considerati pericolosi. In tutta la nazione sorsero numerosi disordini: tre giorni di scontri portarono alla morte di 21 individui. A Belfast, soldati del Reggimento Paracadutisti uccisero undici civili in quello che divenne noto come il "massacro di Ballymurphy". Il 10 agosto, il bombardiere Paul Challennor fu il primo soldato ucciso dalla Provisional IRA a Derry, colpito a morte da un cecchino nel complesso residenziale di Creggan. A metà dicembre dello stesso anno, il computo delle vittime militari contò altri sei soldati, uccisi tutti a Derry. Si calcola che siano stati esplosi almeno 1332 proiettili contro l'esercito britannico, che dovette difendersi anche da 211 esplosioni e 180 ordigni riempiti con chiodi, esplodendo a sua volta 364 proiettili.
Mentre le relazioni tra i cattolici/nazionalisti irlandesi e l'esercito britannico continuavano a deteriorarsi ulteriormente, un mese dopo l'inizio dell'Operazione Demetrius un soldato britannico uccise la studentessa quattordicenne Annette McGavigan. Appena due mesi dopo, Kathleen Thompson, quarantasettenne madre di sei bambini, fu uccisa dall'esercito britannico mentre si trovava nel giardino sul retro della sua abitazione a Creggan.
L'attività dell'IRA aumentò: trenta soldati furono uccisi nei successivi mesi del 1971, segnando un aumento rispetto ai dieci soldati uccisi nel periodo precedente all'avvio dell'operazione di internamento. Sia la Provisional IRA che l'Official IRA avevano stabilito delle zone ad accesso interdetto (le cosiddette no-go area) per l'esercito britannico e il RUC a Derry, utilizzando delle barricate. Prima della fine del 1971 furono erette ventinove barricate per impedire l'accesso all'area, che divenne nota come Free Derry; di queste, sedici erano invalicabili persino per i veicoli corazzati dell'esercito britannico, dal peso di una tonnellata. I membri dell'IRA costruivano gli sbarramenti direttamente sotto gli occhi dei media e gli scontri tra i giovani nazionalisti e l'esercito britannico nella zona conosciuta come aggro corner erano all'ordine del giorno. Si stima che il totale dei danni provocati alle attività locali dai disordini e dagli ordigni incendiari ammonti a quattro milioni di sterline.
Il 18 gennaio 1972 il governo unionista, guidato dal Primo ministro, Brian Faulkner, proibì fino alla fine dell'anno tutte le parate ed i cortei. Quattro giorni dopo, sulla spiaggia di Magilligan Point, nei pressi di Derry, ebbe luogo, a dispetto del divieto, una protesta anti-internamento. I manifestanti si diressero fino ad un campo di internamento, ma furono bloccati dai militari del Reggimento Paracadutisti. Quando alcuni dei manifestanti iniziarono a lanciare pietre e tentarono di oltrepassare il filo spinato, le truppe dei paracadutisti li respinsero con cariche e manganelli, sparando proiettili di gomma a distanza ravvicinata. I paracadutisti colpirono i manifestanti così brutalmente da dover essere fisicamente trattenuti dai loro ufficiali. Le accuse per la violenza da loro esercitata furono abbondantemente riportate in televisione e dalla stampa. Alcuni membri dell'esercito britannico ritennero la violenza ingiustificata.
La NICRA, incurante del divieto, programmò per il 30 gennaio una nuova protesta anti-internamento a Derry. Le autorità decisero di permetterne lo svolgimento nella zona cattolica della città, ma evitando che giungesse fino al municipio di Derry, come invece previsto dagli organizzatori, anche se questo avrebbe comportato l'insorgere di proteste e sommosse. Per evitare disordini, il generale Robert Ford, allora comandante dell'esercito nordirlandese, ordinò che il primo battaglione del Reggimento Paracadutisti giungesse a Derry per essere impiegato nell'arresto dei possibili rivoltosi. L'operazione fu chiamata in codice "Operation Forecast". Il rapporto Saville criticò Ford per aver scelto per l'operazione proprio il Reggimento Paracadutisti, ben noto per l'"uso eccessivo della violenza fisica" fatto in passato. I paracadutisti arrivarono a Derry in mattinata il giorno della manifestazione e si posizionarono all'interno della città. Comandante dell'operazione era il brigadiere Pat MacLellan, che emanava gli ordini dal presidio militare denominato Ebrington Barracks, dando ordini al tenente colonnello Derek Wilford, comandante del reggimento, che a sua volta passava le sue direttive al maggiore Ted Loden, a capo dell'unità che lanciò l'operazione di arresti.

## Eventi della giornata

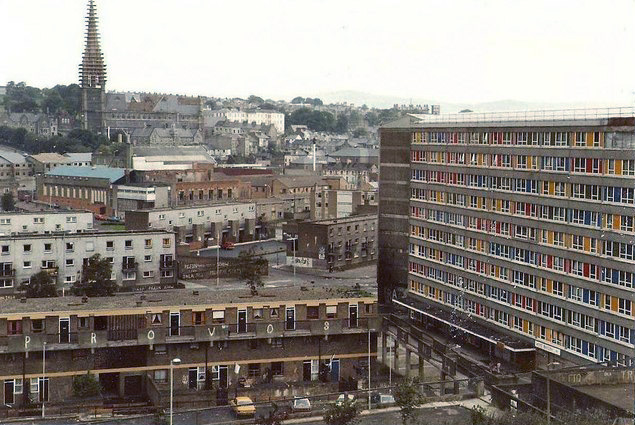
Il Bogside nel 1981. Affaccio sull'area in cui molte vittime furono raggiunte dai proiettili. Sulla destra dell'immagine c'è il lato sud dei Rossville Flats, mentre in secondo piano il Glenfada Park.

I manifestanti avevano pianificato di marciare dal Bishop's Field, nel complesso residenziale di Creggan, sino al municipio nel centro della città, dove si sarebbe tenuto il raduno. La marcia partì intorno alle 14:45; alla partenza contava dai 10.000 ai 15.000 partecipanti, altri ancora si unirono lungo il percorso. Lord Widgery, nel corso del suo ormai screditato processo, sostenne che ve ne fossero soltanto dai 3.000 ai 5.000.
La marcia si fece strada lungo William Street, ma, quando si avvicinò al centro, il percorso fu bloccato dalle barriere dell'esercito britannico. Gli organizzatori ridiressero quindi la marcia verso Rossville Street, per svolgere il raduno presso il Free Derry Corner. Alcuni manifestanti, tuttavia, si staccarono dalla marcia e cominciarono a lanciare pietre contro i soldati che presidiavano le barriere. Questi ricorsero ai proiettili di gomma, al gas CS ed ai cannoni ad acqua. Simili scontri tra giovani e soldati erano comuni e i testimoni dichiararono che gli scontri non furono molto intensi.
Alcuni manifestanti notarono poi che un palazzo fatiscente di tre piani affacciato su William Street era occupato dai paracadutisti e cominciarono quindi a bersagliarne le finestre con pietre e sassi. Intorno alle 15:55 i paracadutisti aprirono il fuoco. Due civili, Damien Donaghy e John Johnston, furono colpiti e feriti mentre erano in piedi sul terreno abbandonato antistante alla palazzina. Furono questi i primi veri colpi esplosi. I soldati sostennero, in seguito, che Donaghy stesse impugnando un oggetto cilindrico di colore nero, ma il rapporto Saville concluse che tutti gli uomini colpiti erano disarmati.
Alle 16:07 venne ordinato ai paracadutisti di oltrepassare le barriere e arrestare i rivoltosi. I militari, a piedi o a bordo di veicoli corazzati, inseguirono i manifestanti lungo Rossville Street, spingendosi fino a Bogside. Due persone vennero investite. MacLellan aveva ordinato che una sola compagnia di paracadutisti fosse inviata oltre le barriere, a piedi, senza però dar loro l'ordine di inseguire i manifestanti lungo Rossville Street. Wilford disobbedì: non fu fatta alcuna distinzione tra i rivoltosi ed i manifestanti pacifici. In seguito emersero numerose testimonianze sull'operato dei paracadutisti, accusati di aver colpito le persone tra la folla, bastonandole con i calci dei fucili, sparando proiettili di gomma a distanza ravvicinata, insultandole o minacciando di ucciderle. Il rapporto Saville confermò che i soldati "usarono una forza eccessiva durante gli arresti [...] ed aggredirono quanti erano sotto la loro custodia, senza alcuna motivazione ragionevole".
Un gruppo di paracadutisti si posizionò nei pressi di un muretto a circa 70 metri di distanza da una barricata che si estendeva lungo Rossville Street. C'era gente vicino alla barricata e qualcuno tirava sassi contro i soldati, ma nessuno era abbastanza vicino da colpirli. I soldati aprirono il fuoco verso la barricata, uccidendo sei persone e ferendone una settima.
Molte persone si rifugiarono o vennero inseguite nel parcheggio dei Rossville Flats. Si trattava di un'area simile a un cortile, circondata su tre lati da appartamenti a più piani. I soldati aprirono il fuoco, uccidendo un civile e ferendone altri sei. La vittima, un ragazzo di nome Jackie Duddy, fu colpita alle spalle mentre correva di fianco al prete Edward Daly.
Un altro gruppo di persone si rifugiò nel parcheggio di Glenfada Park. Anche quest'area era una sorta di cortile circondato da appartamenti e anche qui i soldati aprirono il fuoco, a circa 40 metri di distanza. Ci furono due vittime civili e almeno quattro feriti. Secondo il rapporto Saville, è "probabile" che almeno un soldato abbia sparato indiscriminatamente sulla folla dal lato del cortile, senza mirare. I paracadutisti attraversarono il parcheggio e uscirono dalla parte opposta. Alcuni uscirono dall'angolo sud-ovest del parcheggio, dove colpirono mortalmente due civili. Altri uscirono dall'angolo sud-est e spararono ad altri quattro civili, uccidendone due.
Trascorsero circa dieci minuti dall'entrata dei soldati nel Bogside all'uccisione dell'ultimo civile. Più di 100 colpi furono esplosi dai soldati.
Alcuni feriti ricevettero i primi soccorsi da civili volontari, sul posto o dopo essere stati condotti nelle abitazioni vicine. Furono trasportati in ospedale a bordo di autovetture civili o in ambulanze, le prime delle quali arrivarono alle 16:28. I tre ragazzi uccisi lungo la barricata furono invece portati in ospedale dai paracadutisti. I testimoni affermano che i paracadutisti sollevarono i corpi delle vittime per le mani e per i piedi e li caricarono sul retro dei loro mezzi corazzati come fossero "carne da macello". Il rapporto Saville ritenne queste testimonianze "un'accurata descrizione di ciò che accadde", sostenendo che i paracadutisti "potevano, certo, essersi sentiti in pericolo, ma questo, a nostro avviso non può costituire per loro una giustificazione".

### Vittime
Come già riportato, i paracadutisti colpirono in tutto ventisei persone; tredici morirono il giorno stesso e un altro morì quattro mesi dopo a causa delle ferite riportate. Le vittime furono uccise in quattro zone principali: presso la barricata di macerie nei dintorni di Rossville Street, nel parcheggio dei Rossville Flats (sul lato nord degli appartamenti), nel parcheggio del Glenfada Park e nel piazzale dei Rossville Flats (sul lato sud degli appartamenti).
Tutti i soldati responsabili affermarono con insistenza di aver sparato e colpito solo chi era armato o lanciava bombe. Nessuno dichiarò di aver mancato il proprio bersaglio o di aver colpito una persona diversa per errore. Il Rapporto Saville concluse però che tutti i colpi erano stati in realtà rivolti a gente disarmata che non rappresentava una seria minaccia e che nessuno dei soldati sparò in risposta ad attacchi, o avvisaglie di attacchi, da parte di uomini armati o muniti di bombe. Nessun avvertimento fu lanciato dai soldati prima di aprire il fuoco.
Le vittime, elencate nell'ordine in cui sono state uccise, furono:
- John "Jackie" Duddy, 17 anni. Fu colpito al petto da un proiettile che attraversò la spalla mentre scappava dai soldati nel parcheggio dei Rossville Flats.[49] Tre testimoni dissero di aver visto un soldato sparare deliberatamente contro il giovane in fuga.[49] Duddy fu la prima vittima del Bloody Sunday[49] e sia il Rapporto Saville che l'inchiesta Widgery conclusero che era disarmato.[49]
- Michael Kelly, 17 anni. Colpito allo stomaco mentre si trovava vicino alla barricata presso Rossville Street. Sia il Rapporto Saville che l'inchiesta Widgery affermarono che Kelly era disarmato e[49] il Rapporto Saville aggiunse che fu il 'Soldato F' a sparargli.[49]
- Hugh Gilmour, 17 anni. Colpito mentre scappava dai soldati vicino alla barricata (in Rossville Street).[49] Il proiettile gli attraversò il gomito sinistro fino a raggiungere il petto.[56] L'inchiesta condotta da Lord Widgery riporta una fotografia scattata pochi istanti dopo che Gilmour fu colpito[57], che conferma appieno le testimonianze che lo dichiarano disarmato.[58] Il Rapporto Saville dichiarò che a sparare fu il soldato semplice noto come 'Private U'.[49]
- William Nash, 19 anni. Colpito al petto nei pressi della barricata (in Rossville Street).[49] Altre tre persone furono colpite presumibilmente mentre giungevano in suo soccorso, incluso suo padre Alexander Nash.[59]
- John Young, 17 anni. Colpito al volto presso la barricata (in Rossville Street), pare mentre si trovava rannicchiato e si dirigeva in aiuto di William Nash.[59]
- Michael McDaid, 20 anni. Colpito al volto presso la barricata (in Rossville Street), pare mentre si trovava rannicchiato e si dirigeva in aiuto di William Nash.[59]
- Kevin McElhinney, 17 anni. Colpito alle spalle vicino alla barricata (in Rossville Street) mentre tentava di mettersi in salvo strisciando al suolo.[49]
- James "Jim" Wray, 22 anni. Colpito alle spalle mentre scappava dai soldati nel parcheggio del Glenfada Park e colpito nuovamente, sempre alle spalle, una volta caduto a terra ormai già ferito a morte. Alcuni testimoni, che non furono chiamati dalla commissione d'inchiesta Widgery, hanno affermato che stava gridando di non riuscire a muovere le gambe prima di essere colpito la seconda volta. Il Rapporto Saville dichiarò che a sparargli fu il 'Soldato F'.[49]
- William McKinney, 26 anni. Colpito alle spalle mentre tentava di scappare attraverso il parcheggio del Glenfada Park.[60] Il Rapporto Saville dichiarò che a sparargli fu il "Soldato F".[49]
- Gerard "Gerry" McKinney, 35 anni. Colpito al petto presso Abbey Park da un soldato semplice identificato come "Private G", che gli sparò a pochi metri di distanza correndo attraverso un vicolo da Glenfada Park. Alcuni testimoni hanno riportato che, quando vide il soldato, McKinney si fermò, alzò le braccia e prima di essere freddato gridò: "Non sparate! Non sparate!". Presumibilmente il proiettile attraversò il suo corpo fino a raggiungere e ferire mortalmente Gerard Donaghy alle spalle.[49]
- Gerard "Gerry" Donaghy, 17 anni. Colpito allo stomaco presso Abbey Park mentre si trovava dietro a Gerard McKinney: sembra che entrambi siano stati raggiunti dallo stesso proiettile. Alcuni dei presenti alla scena portarono Donaghy in una casa nelle vicinanze, dove un medico lo visitò e ispezionò le tasche per poterlo identificare. Due dei presenti tentarono di portarlo all'ospedale, ma l'auto fu bloccata da un posto di blocco dell'esercito britannico che ordinò loro di abbandonare il veicolo. Donaghy fu condotto poi da un soldato fino al Regimental Aid Post (una postazione di primo soccorso militare), dove un ufficiale medico militare ne dichiarò la morte. Poco dopo alcuni soldati ritrovarono quattro bombe a mano nelle sue tasche, ma nessuno, né i civili che l'avevano perquisito, né il soldato che lo aveva condotto alla postazione militare, né l'ufficiale medico militare, disse di aver visto alcuna bomba. Ciò ha portato a sostenere che i soldati avessero messo le bombe su Donaghy per giustificare gli omicidi. Tuttavia, Donaghy era un membro di Fianna Éireann, un movimento giovanile collegato all'IRA.[49] L'informatore della polizia Parry Ward[61] testimoniò per il rapporto Saville di avergli dato due bombe con chiodi alcune ore prima che fosse ucciso.[62] Il rapporto ha concluso che le bombe erano probabilmente nelle sue tasche quando gli fu sparato contro, ma che comunque in quel momento non stava per lanciarle e che, quindi, non furono il motivo dello sparo: stava, invece, "provando a scappare dai soldati".[49]

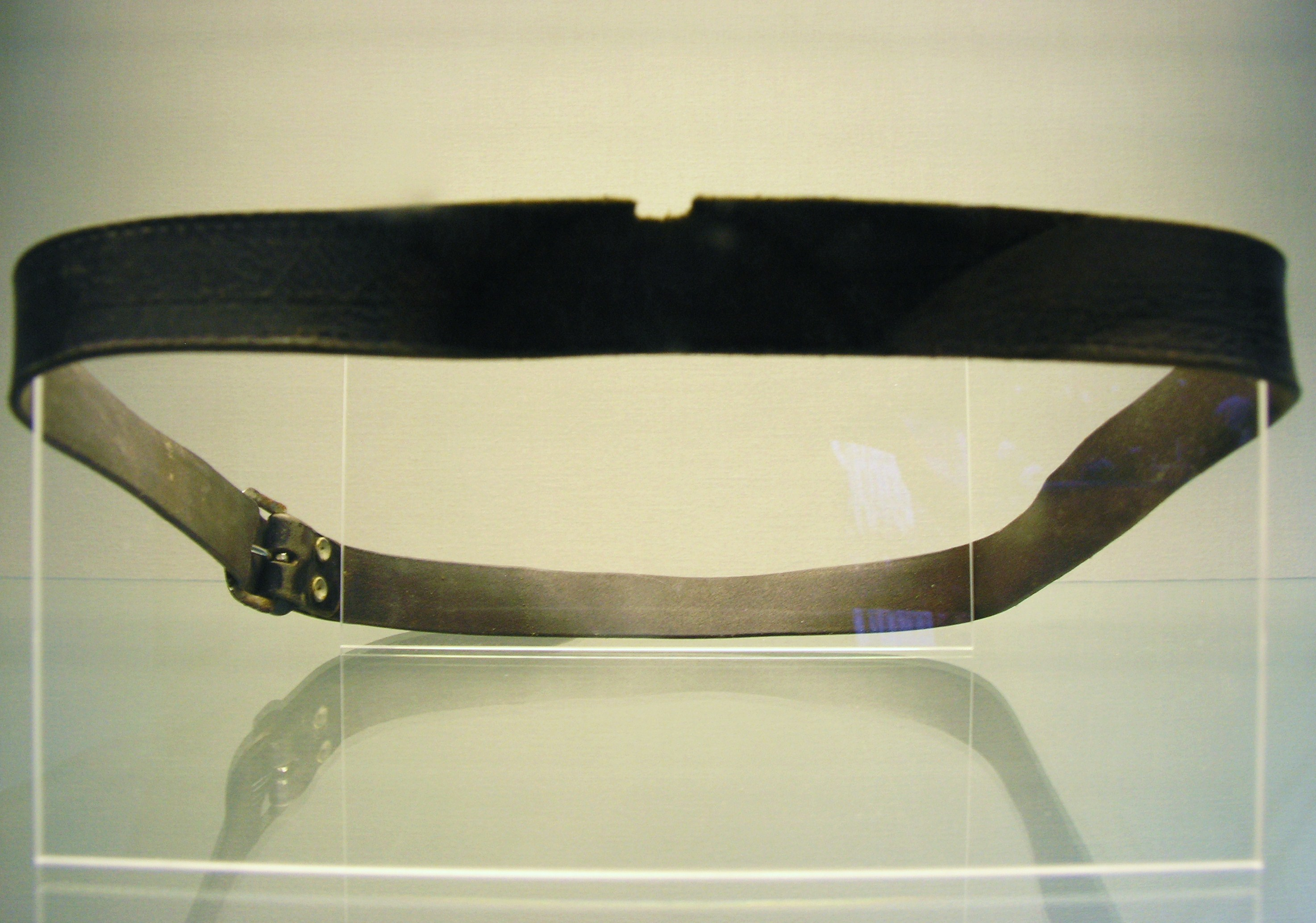
Cintura indossata da Patrick Doherty. La tacca visibile nella parte superiore fu causata dal proiettile che lo uccise.

- Patrick Doherty, 31 anni. Colpito alle spalle mentre strisciava tentando di mettersi in salvo nel parcheggio dei Rossville Flats. Il Rapporto Saville concluse che a sparare fu il 'Soldato F', proveniente da Glenfada Park.[49] Doherty fu fotografato alcuni attimi prima e dopo la sua morte dal giornalista francese Gilles Peress e, nonostante il "Soldato F" avesse dichiarato di aver sparato ad un uomo armato di pistola, l'inchiesta Widgery evidenziò che le foto mostravano Doherty disarmato; anche le perizie sulla sua mano per verificare resti di polvere da sparo diedero esito negativo.[49][64]
- Bernard "Barney" McGuigan, 41 anni. Colpito dietro la nuca mentre usciva dal suo riparo per aiutare Patrick Doherty, nonostante stesse sventolando un fazzoletto bianco per segnalare le sue intenzioni pacifiche.[49][58] Il Rapporto Saville dichiarò che a sparare fu il "Soldato F".[49]
- John Johnston, 59 anni. Colpito alla gamba e alla spalla sinistra in William Street 15 minuti prima che iniziasse la sparatoria.[49][65] Johnston non era un partecipante della marcia, ma stava solamente andando a trovare un amico a Glenfada Park.[65] Morì il 16 giugno 1972; la sua morte fu attribuita alle ferite riportate quel giorno e fu l'unico a non morire immediatamente o subito dopo il ferimento.[49]

## Conseguenze

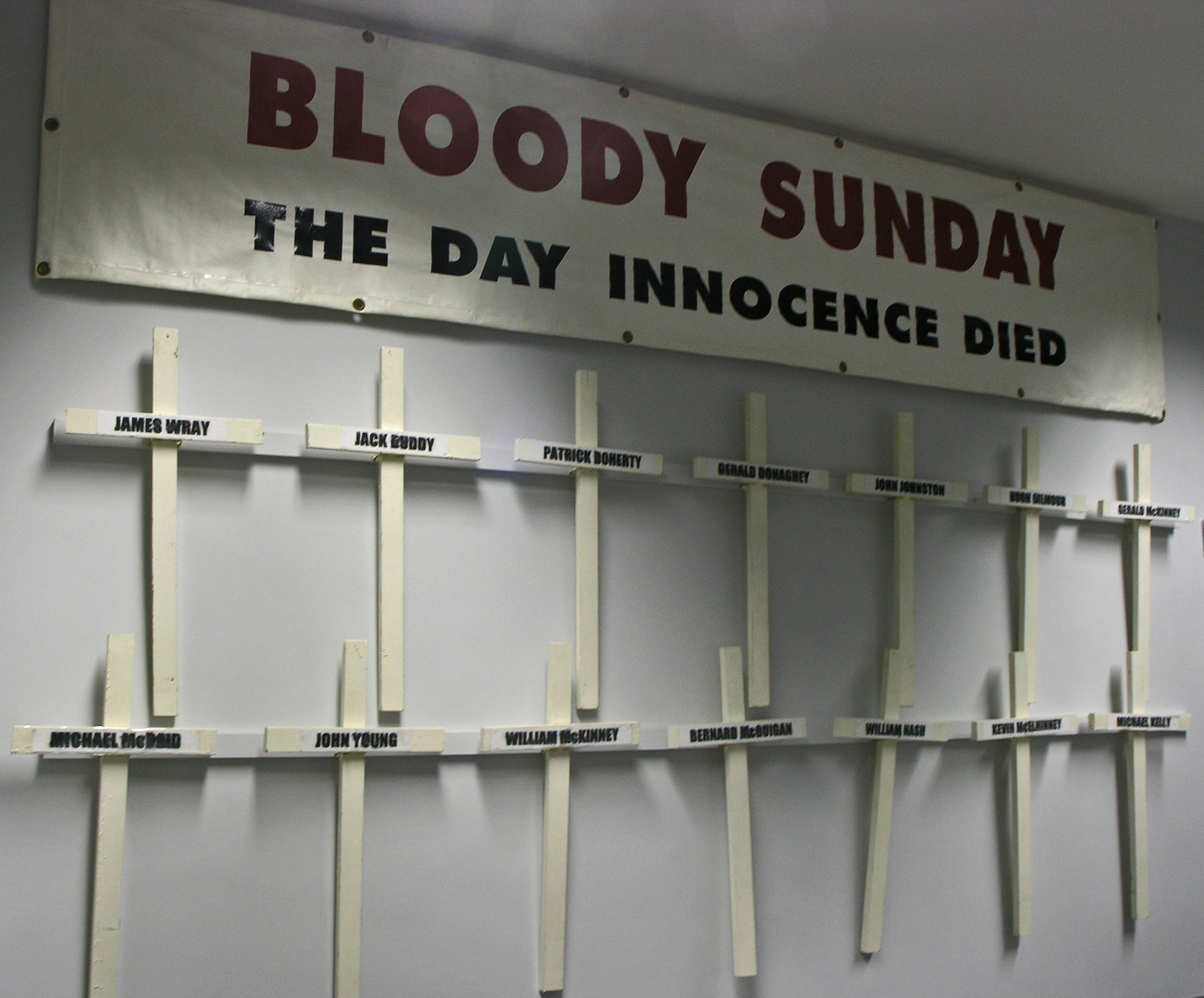
Striscione e croci portate dalle famiglie delle vittime durante la marcia annuale di commemorazione

Tredici persone furono colpite e uccise immediatamente, mentre un uomo morì solo in seguito per le ferite riportate. La posizione ufficiale dell'Esercito britannico, sostenuta il giorno dopo nella Camera dei Comuni dal Ministro degli Interni Reginald Maudling, fu che i paracadutisti avessero reagito agli attacchi di alcuni sospetti membri dell'IRA muniti di armi e bombe a chiodi. A parte i soldati, tutti i testimoni oculari - compresi coloro che avevano partecipato alla marcia, i residenti e i giornalisti britannici e irlandesi - sostennero che i soldati avessero sparato su una folla disarmata o mirato alla gente in fuga e ai soccorritori. Nessun soldato britannico fu colpito dagli spari o riportò ferite, né furono recuperati proiettili o bombe a chiodi a sostegno delle loro affermazioni.
Il 2 febbraio 1972, giorno in cui dodici delle vittime furono sepolte, ci fu uno sciopero generale nella Repubblica d'Irlanda, il più grande sciopero di questo tipo in Europa in rapporto alla popolazione dalla seconda guerra mondiale. Nelle chiese cattoliche, nelle chiese protestanti e nelle sinagoghe di tutta la Repubblica si tennero celebrazioni commemorative. Lo stesso giorno, folle inferocite diedero fuoco all'ambasciata britannica nei pressi di Merrion Square a Dublino. Le relazioni anglo-irlandesi toccarono uno dei loro minimi storici quando Patrick Hillery, Ministro irlandese degli Affari Esteri, chiese al Consiglio di Sicurezza delle Nazioni Unite il coinvolgimento nel conflitto nordirlandese di un contingente di pace dell'ONU.
Nei giorni successivi a Bloody Sunday, Bernadette Devlin, nazionalista indipendente, membro del Parlamento per la regione del Mid Ulster, espresse la sua rabbia per quelli che percepì come tentativi del Governo Britannico di occultare i resoconti delle sparatorie: lo speaker della Camera dei Comuni, Selwyn Lloyd, le negava costantemente la possibilità di riferire in Parlamento sulle sparatorie a cui aveva assistito in prima persona. Selwyn Lloyd stava espressamente violando la convenzione parlamentare che decretava che ogni deputato testimone di un incidente avrebbe avuto l'opportunità di parlarne in Parlamento durante la discussione. In seguito, arrivò a schiaffeggiare Reginald Maudling per aver dichiarato che l'Esercito britannico aveva sparato solo per autodifesa. Ne conseguì la sua temporanea sospensione dal Parlamento.
Nell'agosto del 1973 fu condotta un'inchiesta sulle morti. Il coroner della città, Hubert O'Neill, maggiore dell'Esercito britannico in pensione, rilasciò una dichiarazione al termine dell'inchiesta:

### Le sparatorie di Shankill
Alcuni mesi dopo il Bloody Sunday, il primo battaglione del Reggimento Paracadutisti, ancora una volta guidato dal colonnello Wilford, fu coinvolto in un'altra sparatoria controversa. Il 7 settembre, i paracadutisti attaccarono il quartier generale dell'UDA e le abitazioni presenti in Shankill Road, a Belfast. Due cittadini di religione protestante persero la vita e altri civili furono feriti dai colpi dei paracadutisti, che dichiararono di aver risposto ai colpi dei lealisti armati dell'Ulster. Questo evento causò manifestazioni di rabbia da parte dei protestanti del posto e l'UDA dichiarò: "L'Ulster non ha mai visto prima d'ora sadici patentati e bugiardi spudorati quanto i componenti del primo battaglione. Questi delinquenti dal grilletto facile vanno cacciati dalle strade." Un'unità dell'Ulster Defence Regiment dell'Esercito britannico si rifiutò di svolgere i propri compiti fino a quando il primo battaglione non fu ritirato da Shankill.
Alla fine del 1972 Wilford, che era a capo dei soldati coinvolti nel Bloody Sunday e nelle sparatorie di Shankill, fu insignito dell'Ordine dell'Impero Britannico da Elisabetta II.

## L'inchiesta Widgery
Due giorni dopo i fatti di Bloody Sunday, il Parlamento britannico adottò una risoluzione per la creazione di un commissione di inchiesta che facesse luce sugli scontri a fuoco. Il Primo ministro, Edward Heath, incaricò il giudice Widgery, a quel tempo Lord Chief Justice, di occuparsene. Molti testimoni avevano intenzione di boicottare il processo in quanto non riponevano fiducia nell'imparzialità di Widgery, ma col tempo si convinsero a prenderne parte.
Il rapporto di Widgery fu completato il 10 aprile, in appena dieci settimane, e reso pubblico il 19: nel testo si avvalorò la versione dei fatti dell'Esercito britannico. Tra le prove presentate alla commissione vi erano gli esiti dei test della paraffina, utilizzati per individuare residui di piombo provenienti da armi da fuoco, e si disse che sul corpo di una vittima erano stati trovati ordigni esplosivi riempiti di chiodi. Sugli indumenti di undici vittime i test della paraffina diedero esito negativo; non fu possibile effettuare lo stesso test sugli indumenti delle restanti vittime, perché erano stati già lavati. È stato a lungo dibattuto che i residui provenienti da armi da fuoco rinvenuti su alcuni tra i deceduti potessero provenire dal contatto con i soldati che avevano spostato i cadaveri. Nel caso di James Wray, ad esempio, la presenza di tali residui potrebbe essere facilmente spiegata dal fatto che la vittima lavorava a contatto regolare con una lega per saldature a base di piombo. Un altro caso è quello di William Nash, ucciso presso la barricata e poi trasportato in un mezzo blindato dai paracadutisti: le tracce sono state riscontrate solo sulla mano destra, nonostante Nash fosse mancino.
La maggior parte dei testimoni oculari contestò le conclusioni del rapporto, bollandolo come tentativo di insabbiamento. Lo slogan riportato sui muri di Derry, "Widgery washes whiter" (gioco di assonanze traducibile come "Widgery sbianca di più") – un riferimento goliardico alla pubblicità di quegli anni del detersivo in polvere Daz –cristallizzava l'idea che molti nazionalisti si erano fatti sul rapporto.
Nonostante tra i partecipanti alla marcia di protesta ci fossero molti membri sia dell'Official che della Provisional IRA, si sostiene che tutti fossero disarmati, forse proprio perché era stato loro anticipato che i paracadutisti avrebbero provato a "stanarli". Era stato, infatti, promesso in anticipo a Ivan Cooper, organizzatore della marcia e membro del Parlamento, che nessun membro armato dell'IRA si sarebbe trovato nei pressi della marcia. Un paracadutista che testimoniò dinanzi alla commissione d'inchiesta dichiarò che un ufficiale aveva detto loro di aspettarsi uno scontro a fuoco e, come riportato nei verbali d'inchiesta, che "vogliamo qualche morto". In quel contesto, Edward Daly, tra gli altri, testimoniò che un uomo aveva sparato in modo casuale verso i paracadutisti: il responsabile, identificato in un secondo momento come un membro ufficiale dell'IRA, fu anche fotografato mentre estraeva la pistola, ma non sarebbe stato visto o individuato dai soldati.
Nel 1992, il Primo ministro britannico, John Major, rispondendo alla richiesta di John Hume di una nuova inchiesta pubblica, annunciò: «Il Governo ha precisato nel 1974 che coloro i quali furono uccisi durante Bloody Sunday dovrebbero essere considerati innocenti di fronte a qualsiasi accusa secondo cui sarebbero stati uccisi mentre maneggiavano armi da fuoco o esplosivi». A Major successe Tony Blair, il cui capo di gabinetto, Jonathan Powell, definì l'inchiesta Widgery un "insabbiamento assoluto e totale".

## L'inchiesta Saville

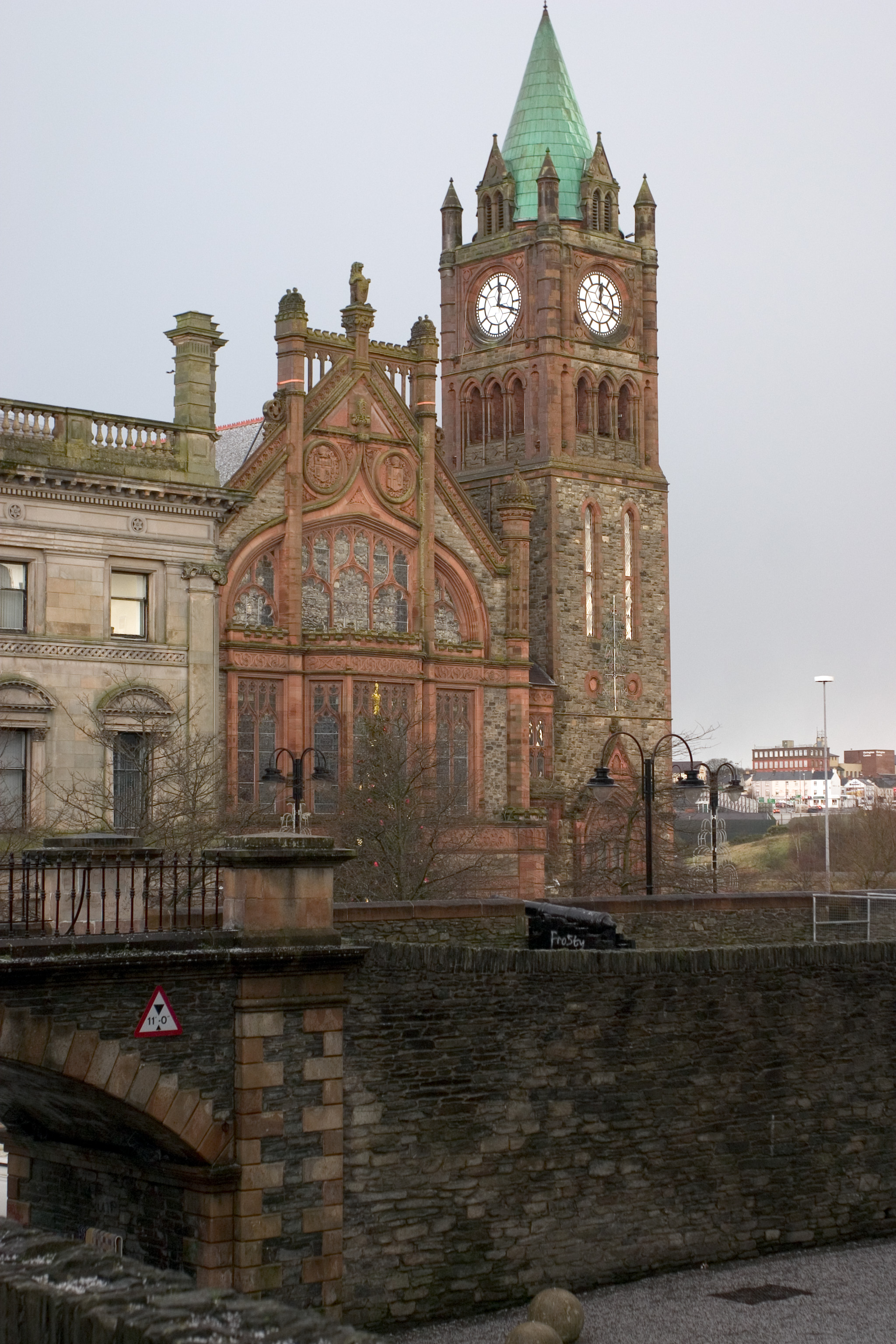
Il municipio di Derry, sede dell'inchiesta

Nonostante la richiesta espressa da Hume di un'inchiesta pubblica sulle uccisioni fosse stata respinta da Major, Blair decise di avviarne una. Così, nel gennaio del 1998 venne istituita una seconda commissione d'inchiesta presieduta da Lord Saville di Newdigate, per riesaminare i fatti del Bloody Sunday. Gli altri giudici coinvolti nell'inchiesta furono John Toohey, ex giudice della Corte Suprema dell'Australia, che si era occupato delle questioni aborigene (in sostituzione del neozelandese Sir Edward Somers, che per questioni personali abbandonò l'inchiesta nel 2000), e William Lloyd Hoyt, ex presidente della Corte Suprema del Nuovo Brunswick e membro del Canadian Judicial Council. Gli interrogatori furono portati a termine nel novembre del 2004, mentre il rapporto fu pubblicato il 15 giugno 2010. Si trattò di un'indagine molto più approfondita rispetto a quella condotta dalla commissione di inchiesta guidata da Widgery, in quanto i testimoni interrogati furono molteplici: da abitanti locali a militari, giornalisti e politici. Lord Saville si astenne dal rilasciare dichiarazioni sul rapporto Widgery e ribadì che l'inchiesta Saville era un'inchiesta giudiziaria su Bloody Sunday e non sulle conclusioni della commissione Widgery.
Il tenente colonnello Derek Wilford espresse il suo disappunto per la decisione di riaprire l'inchiesta, sottolineando il suo orgoglio per le azioni compiute durante gli eventi di Bloody Sunday. Due anni più tardi, nel 2000, Wilford affermò nel corso di una intervista che "Può anche darsi che qualcosa sia andato storto, nel senso che persone innocenti, disarmate, siano state ferite o persino uccise. Non si trattò, però, di un'azione malevola intenzionale, ma fu un atto di guerra". Nel 2007, il generale, all'epoca capitano, Sir Mike Jackson, aiutante del primo battaglione paracadutisti il giorno del Bloody Sunday, disse: "Non ho dubbi sul fatto che siano state uccise persone innocenti". Questa dichiarazione si rivelò essere l’esatto contrario di ciò che aveva con insistenza affermato per più di trent'anni sino ad allora, e cioè che le persone uccise quel giorno non fossero innocenti.
Martin McGuinness, membro senior del Sinn Féin e in seguito vice Primo ministro dell'Irlanda del Nord, fu chiamato a testimoniare all'inchiesta e dichiarò che all'epoca dei fatti era comandante in seconda della Brigata di Derry della Provisional IRA e che era presente il giorno della marcia. Durante l’inchiesta Saville si sostenne che McGuinness avesse fornito detonatori per bombe a chiodi il giorno di Bloody Sunday. Paddy Ward affermò che nel gennaio del 1972 era lui il leader dei Fianna Éireann, la sezione giovanile della Provisional IRA. Inoltre, dichiarò che McGuinness e un altro membro anonimo dell'organizzazione gli avevano consegnato parti di bombe la mattina del 30 gennaio per assaltare quello stesso giorno gli edifici del centro di Derry. In tutta risposta, McGuinness respinse le accuse definendole una "fantasia"; Gerry O'Hara, consigliere del partito del Sinn Féin a Derry, affermò invece che all’epoca era lui il leader dei Fianna e non Paddy Ward.
Molti analisti sostengono che il Ministero della Difesa britannico aveva tentato in qualche modo di ostacolare l'indagine. Oltre 1000 fotografie e filmati militari che ritraevano l'esercito e gli elicotteri militari originali non sono mai stati resi pubblici. Inoltre, le pistole utilizzate dai soldati quel giorno, che potevano costituire una prova utile ai fini dell'indagine, furono perse dal Ministero della Difesa, che dichiarò che erano state tutte distrutte. Nonostante ciò, alcune pistole furono successivamente rinvenute in diversi luoghi (come, ad esempio, in Sierra Leone e a Beirut).
Prima di emettere il verdetto, la commissione d'inchiesta governativa interrogò oltre 900 testimoni in sette anni, dando luogo alla più lunga indagine della storia giudiziaria del Regno Unito. Le spese legali suscitarono molte critiche: per il solo rapporto Saville furono spesi 195 milioni di sterline.

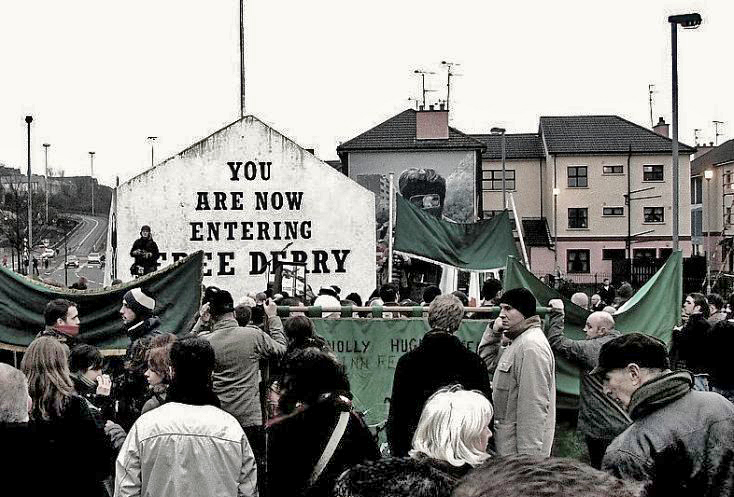
28 Gennaio 2007, Corteo del 35º anniversario dedicato alle vittime del Bloody Sunday

La pubblicazione del rapporto dell'inchiesta era prevista verso la fine del 2009, ma fu rinviata fino al termine delle elezioni generali nel Regno Unito del 2010.
Il rapporto dell'inchiesta fu pubblicato il 15 giugno 2010, con questa conclusione: "A causa dei colpi di arma da fuoco da parte dei soldati del primo battaglione Reggimento Paracadutisti durante la "domenica di sangue", 13 persone sono morte e più o meno altrettante persone sono state ferite. Nessuna di queste costituiva una minaccia tale da causare morte o lesioni gravi". Secondo il rapporto Saville, i paracadutisti dell'Esercito britannico "hanno perso il controllo". La sparatoria è stata fatale sia per i civili in fuga sia per coloro che hanno provato ad aiutarli. Il rapporto ha anche dichiarato che l'Esercito britannico raccontò diverse menzogne per cercare di nascondere le proprie azioni e che i civili non furono avvertiti dai soldati della loro intenzione di sparare. Contrariamente a quanto asserito in precedenza, il rapporto ha dichiarato che i civili non costituivano alcuna minaccia e che non lanciarono né sassi né bombe prima che i soldati aprissero il fuoco.
Il rapporto ha concluso anche che un cecchino dell'Official IRA sparò sui soldati dell'Esercito britannico, sebbene, in base alle prove disponibili, fu l'Esercito britannico ad aprire il fuoco, ferendo Damien Donaghey e John Johnston. L'inchiesta ha confutato la versione del cecchino, secondo cui il suo colpo rappresentò una rappresaglia. Al contrario, ha affermato che il cecchino e un altro membro dell'organizzazione erano già in posizione e, probabilmente, avevano sparato semplicemente perché si era loro presentata l'opportunità. In definitiva, l'inchiesta non ha chiarito con certezza il ruolo di McGuinness, a causa della mancanza di prove certe riguardanti i suoi spostamenti. A tal proposito ha concluso che, sebbene fosse "impegnato in attività paramilitari" durante il Bloody Sunday e fosse probabilmente armato di una mitragliatrice Thompson, le prove sono insufficienti e l'unica conclusione plausibile è che «[McGuinness] non fosse impegnato in alcuna attività che potesse fornire a un qualunque soldato una qualsiasi giustificazione per aprire il fuoco».

## Ripercussioni sull'Irlanda del Nord

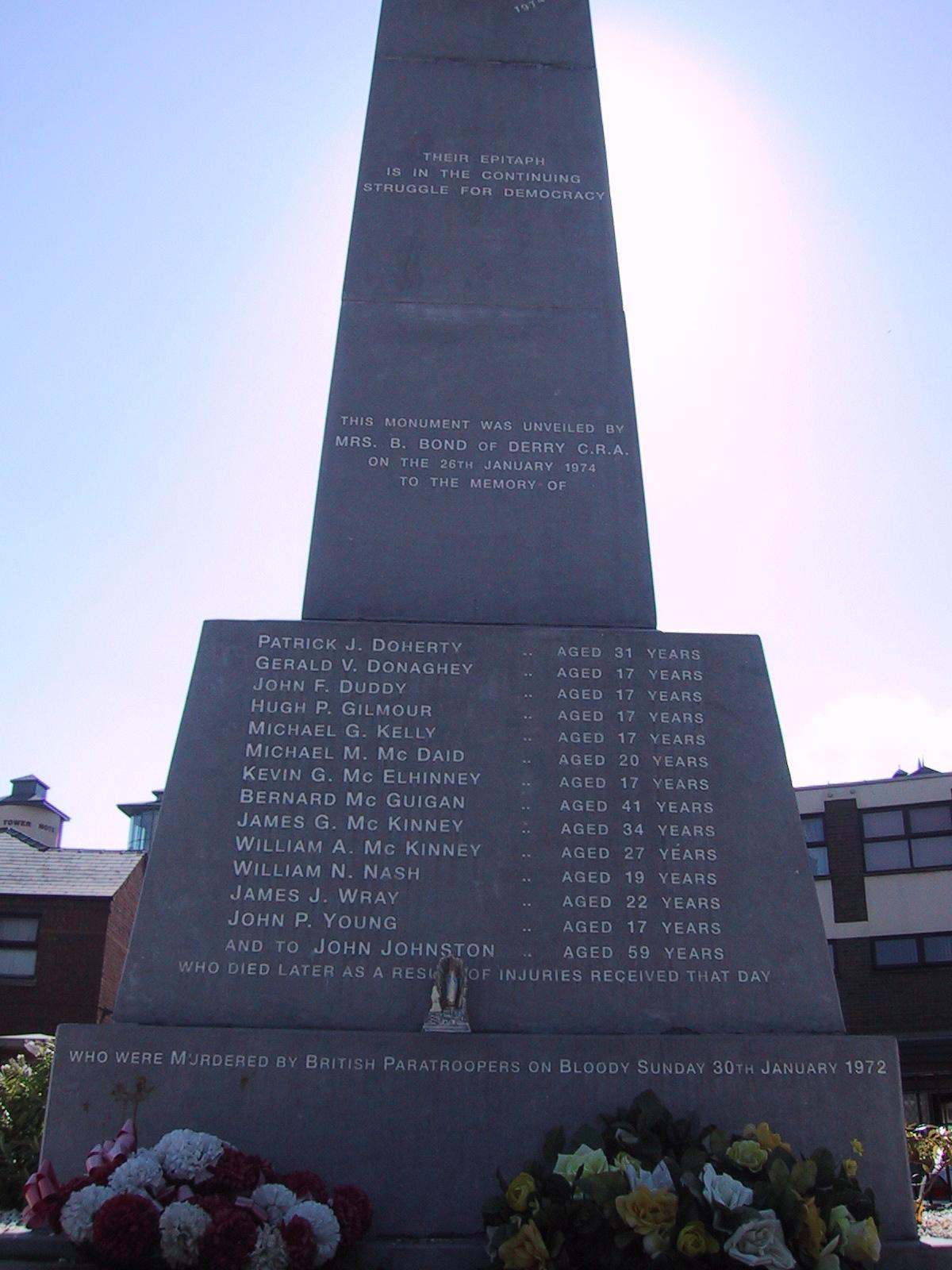
Memoriale del Bloody Sunday a Bogside

Harold Wilson, all'epoca leader dell'opposizione alla Camera dei Comuni, ribadì la convinzione per cui un'Irlanda unita fosse l'unica soluzione plausibile alla conclusione del conflitto nordirlandese. William Craig, allora Ministro degli Affari Interni al Parlamento nordirlandese, suggerì che la parte occidentale di Derry fosse ceduta alla Repubblica d'Irlanda.
L'Esercito britannico, una volta schierato in Irlanda del Nord, fu accolto dai cattolici come forza neutrale giunta a proteggerli dalle folle di professione protestante, dalle forze di polizia della RUC e dai reparti B-Special. Dopo gli eventi di Bloody Sunday, però, molti cattolici si ribellarono allo stesso esercito, non più visto come soccorritore, ma come nemico. I giovani nazionalisti cominciarono ad essere sempre più attratti dai gruppi repubblicani violenti. Con l’allontanamento dai princìpi repubblicani e l’avvicinamento al marxismo da parte di gruppi come l'IRA e lo Sinn Féin, la Provisional IRA cominciò a guadagnare il consenso dei giovani ostili e neo-radicalizzati.
Nel corso dei successivi vent'anni, la Provisional IRA e altri gruppi repubblicani minori, come l'Irish National Liberation Army, intensificarono le loro campagne armate contro lo Stato e contro tutti coloro che erano considerati al suo servizio. Con la comparsa di organizzazioni paramilitari rivali, sia nella comunità nazionalista/repubblicana che in quella unionista/lealista (come ad esempio, le forze lealiste dell'UDA e dell'UVF), il conflitto nordirlandese costò la vita a migliaia di persone.
Il 15 giugno 2010, l'allora Primo ministro del Regno Unito, David Cameron, durante il suo discorso sui risultati dell'inchiesta dichiarò alla Camera dei Comuni: "Queste sono conclusioni scioccanti da leggere e sono parole scioccanti da dover dire. Ma non si può giustificare l'Esercito britannico difendendo l'indifendibile." Cameron riconobbe che coloro che erano stati assassinati dai soldati britannici erano disarmati e che fu proprio un soldato britannico a sparare il primo colpo sui civili. Aggiunse, inoltre, che non si trattava di un'azione premeditata, sebbene non avesse senso "cercare di addolcire o equivocare" poiché "quanto accaduto non sarebbe mai e poi mai dovuto accadere". Cameron, infine, si scusò a nome del Governo dicendo di essere "profondamente dispiaciuto".
Sempre il 15 giugno 2010, Stephen Pollard, avvocato difensore di molti dei soldati, ha affermato che Lord Saville, nella stesura del rapporto successivo all'inchiesta, aveva scelto le prove appositamente per aggravare la posizione di militari e che, di fatto, non vi erano spiegazioni concrete per le conclusioni raggiunte.
Un sondaggio, condotto dalla Angus Reid Public Opinion proprio nel giugno del 2010, ha rilevato che il 61% dei britannici e il 70% dei nordirlandesi vedeva di buon grado le scuse di Cameron relative agli eventi di Bloody Sunday.

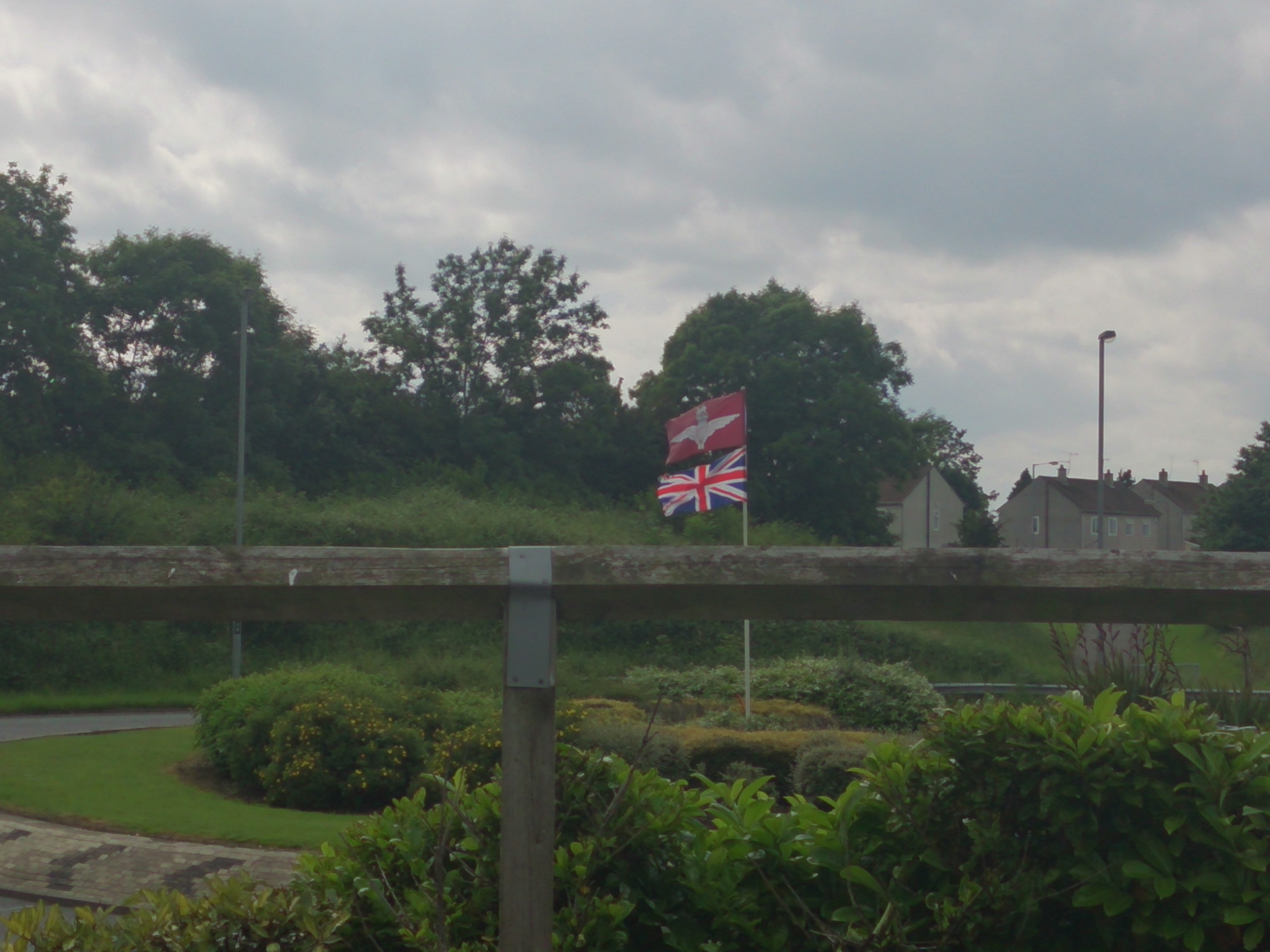
Bandiera del Parachute Regiment e Union Flag sventolanti a Ballymena

Nel 2012, un soldato dell'Esercito Britannico in servizio attivo a Belfast è stato accusato di incitamento all'odio da un parente di una delle vittime, in quanto usava i social media per promuovere slogan settari relativi alle uccisioni, accompagnati inoltre dalla presenza di banner con il logo del Reggimento Paracadutisti.
Nel gennaio del 2013, poco prima dell'annuale marcia di commemorazione del giorno di Bloody Sunday, due bandiere del Reggimento Paracadutisti fecero la loro comparsa nelle zone lealiste di Fountain, Waterside e Drumahoe, tutte nel territorio di Derry. L'esposizione delle bandiere fu pesantemente criticata dai politici nazionalisti e dai parenti delle vittime di Bloody Sunday. Anche il Ministero della Difesa condannò questo atto. Le bandiere furono rimosse e sostituite dalle bandiere del Regno Unito. In vista della stagione delle marce lealiste del 2013, la bandiera del Reggimento Paracadutisti era apparsa ancora una volta in varie zone dell'Irlanda del Nord, accanto ad altre bandiere lealiste. Nel 2014 i lealisti di Cookstown issarono le bandiere in segno di opposizione, posizionandole in città lungo il percorso di una parata per la Festa di San Patrizio.

## Reazioni dal mondo artistico
Il primo fra tutti a dedicare una canzone al drammatico evento fu Paul McCartney, che aveva origini irlandesi, con il singolo dal titolo Give Ireland Back to the Irish. Il testo esprime le opinioni del cantante in merito alla questione. McCartney registrò la canzone appena due giorni dopo l'evento ed è uno dei pochi brani incisi dal noto cantante col gruppo dei Wings ad essere stato censurato dalla BBC. Pubblicata il 25 febbraio 1972, la canzone fu seguita nel giugno dello stesso anno da due brani di John Lennon, contenuti nell'album Some Time in New York City: Sunday Bloody Sunday, ispirata all'evento, e The Luck of the Irish, che si concentra sul conflitto irlandese in generale. Lennon, che aveva a sua volta origini irlandesi, intervenne anche durante una protesta svoltasi a New York in sostegno delle vittime e delle famiglie colpite dagli eventi di Bloody Sunday.
Geezer Butler, bassista e compositore dei Black Sabbath, anch'egli di origini irlandesi, scrisse il testo della canzone Sabbath Bloody Sabbath, dall'omonimo album che la band pubblicò nel 1973. Butler dichiarò: "[...] in Irlanda c'era stato da poco il Sunday Bloody Sunday, quando le truppe britanniche avevano aperto il fuoco sui manifestanti irlandesi [...] così mi venne in mente il titolo Sabbath Bloody Sabbath, che in un certo senso descriveva il modo in cui la band si sentiva in quel momento, per allontanarsi dal governo e descrivere lo stato in cui versava l'Irlanda".
Ancora, la canzone di Roy Harper All Ireland tratta dall'album Lifemask, scritta nei giorni successivi all'evento, è particolarmente critica nei confronti delle forze armate, ma ha una prospettiva a lungo termine per quel che riguarda una possibile soluzione. Nel suo libro The Passions of Great Fortune, Harper conclude il suo commento alla canzone scrivendo "...non deve mai mancare la speranza nel credere che i figli di Bloody Sunday, da entrambe le parti, possano crescere nella saggezza".
Un altro riferimento si ha nella canzone The Town I Loved So Well scritta nel 1973 da Phil Coulter, dove l'artista parla della sua infanzia nella città e di come soffra nel vederla ridotta "in ginocchio" dall'esercito. Di questa canzone si contano innumerevoli cover di molte band e artisti irlandesi, come Luke Kelly, i The Dubliners e gli High Kings.
Nel 1983, gli U2 hanno commemorato l'evento con la celebre canzone di protesta "Sunday Bloody Sunday", presente nell'album War.
Anche la canzone Minds Locked Shut di Christy Moore, presente nell'album Graffiti Tongue, è incentrata sugli eventi di quella giornata e menziona i nomi dei civili che hanno perso la vita.
La band celtic metal dei Cruachan ha trattato della vicenda nella canzone Bloody Sunday nel suo album del 2002 intitolato Folk-Lore.
Nell'ottobre del 2010, il gruppo T with the Maggies ha pubblicato la canzone Domhnach na Fola (espressione irlandese per Bloody Sunday), scritta da Mairéad Ní Mhaonaigh e Tríona Ní Dhomhnaill e compresa nel suo album di debutto.
Fra le poesie, Butcher's Dozen, pubblicata nel 1972 dal poeta irlandese Thomas Kinsella, è una risposta satirica e rabbiosa all'inchiesta della commissione Widgery e agli eventi di Bloody Sunday, mentre Casualty, apparsa nella raccolta Field Work del 1981 ad opera del premio Nobel irlandese Seamus Heaney, è un atto di accusa al governo britannico per la morte di un amico nel conflitto nordirlandese.
Inoltre, un'opera teatrale del 1973, intitolata The Freedom of the City e scritta dal drammaturgo irlandese Brian Friel, tratta della vicenda dal punto di vista di tre civili.
A metà del 2005, l'opera teatrale denominata Bloody Sunday: Scenes from the Saville Inquiry, una drammatizzazione basata sull'Inchiesta Saville, ha fatto il suo debutto a Londra, per poi essere messa in scena anche a Derry e Dublino. Lo scrittore e giornalista Richard Norton-Taylor ha concentrato quattro anni di testimonianze in due ore di spettacolo nell'allora Tricycle Theatre (oggi Kiln Theatre). Lo spettacolo ha ricevuto recensioni incoraggianti su tutti i quotidiani britannici, incluso il Times: "La recente ricostruzione nel Tricycle di un'inchiesta così importante è la più toccante". Così invece si espresse il Daily Telegraph: "Non posso che elogiare questa avvincente produzione [...] un dramma giudiziario eccezionalmente coinvolgente". Il quotidiano The Independent, invece, giudicò l'opera "Un trionfo necessario".
Gli eventi di quella giornata sono stati anche riprodotti in due telefilm del 2002, Bloody Sunday (con James Nesbitt) e Sunday di Jimmy McGovern.
Infine, l'artista Willie Doherty, nato a Derry, ha realizzato una grande quantità di opere che affrontano i problemi dell'Irlanda del Nord. 30 gennaio 1972 si occupa specificamente degli eventi di Bloody Sunday. Nel Bogside, il quartiere di Derry in cui avvenne la strage, è stata creata nel frattempo una vasta raccolta di murales, con finalità di memoria di questo e di altri fatti di sangue connessi al conflitto; il più famoso rappresenta Edward Daly (successivamente ai fatti, vescovo cattolico della città, noto anche per le sue coraggiose prese di posizione) mentre collabora al salvataggio dei feriti.